# Лидер официальной оппозиции (Канада)
Ли́дер оппози́ции (англ. Leader of the Opposition, фр. Chef de l'Opposition) — в Канаде обычно депутат в Палате общин Канады, управляющий Лояльной оппозицией его Величества (то есть партией, считающейся официальной оппозицией).
Он или она имеет право на ту же заработную плату и тот же уровень защиты, как и министр кабинета, и имеет также право на официальную резиденцию Сторноуэй. Также, он или она даёт присягу в качестве члена Тайного совета Короля для Канады и является единственным из депутатов — противников правительства в Палате общин, кому предоставляется эта привилегия, что может в определённых обстоятельствах позволить премьер-министру информировать его по конфиденциальным вопросам национального значения.
Глава оппозиции является девятым в протокольной лестнице и идёт после министров Короны в кабинете и перед лейтенант-губернаторами провинций.
Есть также лидер оппозиции в Сенате, обычно принадлежащий к той же партии, что и глава оппозиции в Палате общин. Исключение из этого правила составлял период с 1993 по 2003, когда партии, последовательно образовывавшие официальную оппозицию в Палате, не имели представителей в Сенате. Принимая во внимание, что глава оппозиции в Палате общин обычно является и главой партии, сенатора на подобный пост в Сенате назначает он. С 1993 по 2003 официальной оппозицией в Сенате была Прогрессивно-консервативная партия, таким образом, главу оппозиции в Сенате выбирал глава Прогрессивно-консервативной партии Канады в Палате общин.
В принципе, существование должности главы оппозиции не зависит от признания официальной оппозиции. В одной канадской провинции случилось так, что главная оппозиционная партия не могла называться в Палате признанной. Но пост главы оппозиции всё-таки был тогда признан за одним из депутатов оппозиции.

## Лидеры официальной оппозиции
- Стивен Харпер 21 мая 2002 — 8 января 2004
- Грант Хилл 9 января 2004 — 1 февраля 2004 (как лидер фракции Канадского союза)
- Грант Хилл 2 февраля 2004 — 19 марта 2004 (как лидер фракции Консервативной партии Канады)
- Стивен Харпер 20 марта 2004 — 5 февраля 2006
- Билл Грэхем 6 февраля 2006 — 1 декабря 2006
- Стефан Дион 2 декабря 2006 — 9 декабря 2008
- Майкл Игнатьев 10 декабря 2008 — 1 мая 2011
- Джек Лейтон 2 мая 2011 — 22 августа 2011
- Николь Тюрмель 23 августа 2011 — 23 марта 2012
- Томас Малкэр 24 марта 2012 — 4 ноября 2015
- Рона Эмброуз 5 ноября 2015 — 27 мая 2017
- Эндрю Шир 27 мая 2017 — 24 августа 2020
- Эрин О’Тул 24 августа 2020 — 2 февраля 2022
- Кэндис Берген 2 февраля — 10 сентября 2022 год
- Пьер Пуальевр 10 сентября 2022 — 29 апреля 2025
- Эндрю Шир с 29 апреля 2025